# Al Madrigal
Alessandro Liborio Madrigal (nacido el 4 de julio de 1971) es un comediante, escritor, actor y productor estadounidense. Es cofundador de la red de podcasts All Things Comedy, junto con Bill Burr. Saltó a la fama en The Daily Show con Jon Stewart como corresponsal habitual durante cinco temporadas. Fuera del mundo del stand-up, es conocido por sus papeles coprotagonistas en la película Night School, la comedia negra de Showtime I'm Dying Up Here, About A Boy de NBC, así como las comedias de situación de CBS Gary Unmarried y Welcome to The Captain. También ha actuado en Conan y The Tonight Show Starring Jimmy Fallon. 
Apareció en el drama deportivo The Way Back protagonizado por Ben Affleck y dirigido por Gavin O'Connor. Aparece en la película Morbius de Universo Spider-Man de Sony como Alberto "Al" Rodríguez. 

## Primeros años
Madrigal nació en San Francisco (California). Creció en el Inner Sunset District de San Francisco donde sus vecinos incluían a los futuros comediantes Mike Pritchard y Margaret Cho. Es de ascendencia mexicana (Tijuanense) y siciliana. Asistió a la École Notre Dame Des Victoires, una escuela católica privada en San Francisco que enfatiza la enseñanza de la lengua y la cultura francesas. Asistió a la Escuela Secundaria Preparatoria St. Ignatius College para la clase de 1989. Luego asistió a la Universidad de San Francisco.
Trabajó durante diez años en una agencia de recursos humanos dirigida por su familia, donde una de sus principales responsabilidades era despedir personas. A menudo incorporaba el humor en el trabajo. Acredita sus experiencias en la empresa de personal como preparación para la comedia stand-up: "Estuve en tantas situaciones aterradoras... cuando subí al escenario, no tenía miedo escénico. Hablar frente a un grupo no era nada...". En 1998 decidió seguir una carrera de tiempo completo en la comedia.

## Carrera profesional

### Comedia en vivo
La comedia de stand-up de Madrigal se basa en una historia y se centra en su vida personal, su familia y la confusión causada por su origen multiétnico. Al principio de su carrera como comediante, a menudo se le encasillaba como un cómico latino. Madrigal dice que ha sido criticado por no ser lo suficientemente latino, como por no hablar español.
Comenzó su carrera en los clubes de comedia de San Francisco como solista y como miembro del grupo de sketches Fresh Robots, del cual fue cofundador. En 2002 disfrutó de su primera exposición importante en dos festivales de comedia: SF Sketchfest, como parte de Fresh Robots, y el escaparate "New Faces" del Festival Just for Laughs en Montreal.
En 2004 ganó un premio del jurado al mejor comediante en el Festival de las Artes de la Comedia de los Estados Unidos en Aspen (Colorado). Después de ganar el premio firmó un contrato de tenencia de talentos con CBS.
El especial de media hora de Madrigal Comedy Central Presents se estrenó en julio de 2005. En abril de 2013 el primer especial de una hora de Madrigal, "¿Por qué llora el conejo?", también se estrenó en Comedy Central. El especial fue nombrado uno de los 10 mejores especiales de comedia de 2013 tanto por Westword como por The Village Voice y fue elogiado por deconstruir los estereotipos en lugar de imponerlos y explotar la incongruencia entre las expectativas y la realidad con un efecto hilarante.
Madrigal grabó su último especial de stand-up, "Shrimpin 'Ain't Easy" en diciembre de 2016 en Masonic Lodge en Hollywood Forever Cemetery. Dirigido por Neal Brennan el especial se estrenó en SHOWTIME en 2017.
Madrigal ha sido invitado en Jimmy Kimmel Live! y The Late Late Show con Craig Ferguson. Apareció en The Tonight Show con Conan O'Brien el 8 de julio de 2009.